# Phare de Browns Point
Le phare de Browns Point est un phare situé à Tacoma, au Census-designated place Browns point à l'entrée est de la baie du Commencement du Puget Sound (Comté de Pierce), dans l'État de Washington aux États-Unis.
Ce phare est géré par la Garde côtière américaine, et les phares de l'État de Washington sont entretenues par le District 13 de la Garde côtière  basé à Seattle.
Le phare fait partie du Browns Point Lighthouse Park. Il est inscrit, avec le bâtiment à combustible et le hanger à bateaux, au Registre national des lieux historiques depuis le 16 février 1989 .

## Histoire
le premier phare de Browns Point, érigé en 1887, consistait en une lanterne à lentilles blanches placée sur un poteau blanc qui se trouvait à 3,7 m au-dessus du niveau de la mer et à 45 m du rivage. Un phare à ossature de bois et une guérite séparée ont été construits en 1903. La cloche de brouillard de 1855 du  phare de New Dungeness a été utilisée ici de 1903-1933.
La Points Northeast Historical Society loue la maison du gardien à un gardien de phare honoraire qui effectue des visites guidées le samedi après-midi. La Société exploite également deux musées près du phare. Le phare est sur les terrains du Browns Point Lighthouse Park qui offre des aires de pique-niques et des vues panoramiques de la circulation maritime et des montagnes.

## Description
Le phare actuel a été construit en 1933. C'est une tour carrée en béton de 11 m de haut, sans lanterne. La station actuel inclut aussi l'ancienne maison en bois du gardien, le bâtiment à carburant et le hangar.
Il a été automatisé en 1963. Il est équipé u système optique VRB-25 (en). Il émet, à une hauteur focale de 12 m, un éclat blanc toutes les 5 secondes. Sa portée est de 12 milles nautiques (environ 22 km). Sa corne de brume est toujours en activité.
En 2007 la ville a restauré la cheminée et les fenêtres de la maison du gardien et a enlevé un garage détérioré et non-historique de la propriété pour fournir une zone de stationnement supplémentaire.
Identifiant : ARLHS : USA-089 - Amirauté : G4908 - USCG : 6-17090 .

## caractéristique duFeu maritime
Fréquence : 5 secondes (W)
- Lumière : 0.5 seconde
- Obscurité : 4.5 secondes

|             |
| Puget Sound |

|                      |
| Browns Point Station |

|          |
| Le phare |

### Lien connexe
- Liste des phares de l'État de Washington